# Utsjöslogtjärnen
Utsjöslogtjärnen är en sjö i Malung-Sälens kommun i Dalarna och ingår i Göta älvs huvudavrinningsområde. Sjöns norra spets ingår i Utsjöslogarnas naturreservat.